# Mémorial de Messines Ridge
Le Mémorial de Messines Ridge ou Messines Ridge New Zealand Memorial est un monument aux morts de la Première Guerre mondiale, situé dans le cimetière britannique de Messines Ridge, dans la ville de Messines, en Belgique. Le mémorial répertorie 827 officiers et hommes du Corps expéditionnaire néo-zélandais sans tombe connue qui sont morts à ou près de Messines en 1917 et 1918. Cette période comprenait la bataille de Messines.

## Histoire
Le mémorial, conçu par l'architecte anglais Charles Holden, est l'un des sept mémoriaux de ce type sur le front occidental dédié aux disparus de Nouvelle-Zélande. Les autres sont situés au Buttes New British Cemetery, Caterpillar Valley Cemetery, Grevillers, Tyne Cot, Cite Bonjean et Marfaux.
Le terrain sur lequel le cimetière et le mémorial ont été construits avait été le site d'un moulin (le Moulin d'Hospice) appartenant à l'Institut Royal de Messines (un orphelinat et une école belges, elle-même anciennement une abbaye bénédictine). Le moulin datait de 1445, mais a été détruit pendant la guerre.
Le mémorial inclut un obélisque de pierre blanche. Cet obélisque a été dévoilé par le roi Albert Ier de Belgique le 1er août 1924. Cet obélisque fait maintenant partie du New Zealand Memorial Park. Des services commémoratifs annuels ont lieu dans les monuments commémoratifs de Messines et des environs le jour de l'Anzac.